# Решилин, Иван Фёдорович
Иван Фёдорович Решилин (1915—1987) — красноармеец Рабоче-крестьянской Красной Армии, участник Великой Отечественной войны, Герой Советского Союза (1943).

## Биография
Иван Решилин родился 15 августа 1915 года в деревне Котовка (ныне — Свердловский район Орловской области). После окончания начальной школы работал грузчиком. В мае 1941 года Решилин был призван на службу в Рабоче-крестьянскую Красную Армию. С апреля 1943 года — на фронтах Великой Отечественной войны.
К сентябрю 1943 года гвардии красноармеец Иван Решилин был стрелком 4-й стрелковой роты 222-го гвардейского стрелкового полка 72-й гвардейской стрелковой дивизии 25-го гвардейского стрелкового корпуса 7-й гвардейской армии Степного фронта. Отличился во время битвы за Днепр. В ночь с 25 на 26 сентября 1943 года Решилин в составе передовой группы переправился через Днепр в районе села Бородаевка Верхнеднепровского района Днепропетровской области Украинской ССР и принял активное участие в боях за захват и удержание плацдарма на его западном берегу, отразив 12 вражеских контратак.
Указом Президиума Верховного Совета СССР от 26 октября 1943 года за «успешное форсирование реки Днепр, прочное закрепление и расширение плацдарма на западном берегу реки Днепр и проявленные при этом отвагу и геройство» гвардии красноармеец Иван Решилин был удостоен высокого звания Героя Советского Союза с вручением ордена Ленина и медали «Золотая Звезда» за номером 3344.
После окончания войны Решилин был демобилизован. Проживал на родине, работал на пищекомбинате. Скончался 26 февраля 1987 года, похоронен в посёлке Змиёвка Свердловского района Орловской области.
Был также награждён орденом Отечественной войны 1-й степени и рядом медалей.